# Morti il 18 gennaio

## I secolo a.C.(1)
- 52 a.C. - Publio Clodio Pulcro, politico romano

## IV secolo(1)
- 350 - Costante I, imperatore romano (n. 320)

## V secolo(1)
- 474 - Leone I il Trace, imperatore romano

## VII secolo(1)
- 625 - Deicolo di Lure, abate e santo irlandese

## VIII secolo(1)
- 748 - Odilone di Baviera, duca

## IX secolo(1)
- 896 - Khumarawayh ibn Ahmad ibn Tulun, sultano turco (n. 864)

## X secolo(1)
- 970 - Attone II, abate e arcivescovo tedesco

## XI secolo(1)
- 1044 - Azecho, vescovo tedesco

## XII secolo(4)
- 1121 - Guglielmo di Champeaux, filosofo, teologo e vescovo cattolico francese (n. 1070)
- 1122 - Cristina Ingesdotter, nobile svedese
- 1168 - Teodorico di Alsazia, cavaliere medievale tedesco
- 1174 - Vladislao II di Boemia, sovrano e nobile boemo

## XIII secolo(4)
- 1216 - Guido II di Dampierre, francese
- 1249 - Ludovico di Ravensberg, nobile tedesco
- 1253 - Enrico I di Cipro, sovrano cipriota (n. 1218)
- 1271 - Margherita d'Ungheria, religiosa e santa ungherese (n. 1242)

## XIV secolo(6)
- 1323 - Caterina d'Asburgo, nobile austriaca (n. 1295)
- 1357 - Maria del Portogallo, regina (n. 1313)
- 1360 - Luigi I Gonzaga, condottiero italiano (n. 1268)
- 1367 - Amedeo III di Ginevra, conte (n. 1311)
- 1367 - Pietro I del Portogallo, re portoghese (n. 1320)
- 1389 - Luca Ridolfucci Gentili, cardinale e vescovo cattolico italiano

## XV secolo(7)
- 1411 - Jobst di Moravia, sovrano
- 1423 - Enrico X di Slesia, nobile polacco (n. 1388)
- 1425 - Edmondo Mortimer, V conte di March, nobile britannico (n. 1391)
- 1462 - Nicolas Rolin, diplomatico e mecenate francese (n. 1376)
- 1471 - Go-Hanazono, imperatore giapponese (n. 1419)
- 1479 - Ludovico IX di Baviera-Landshut, nobile tedesco (n. 1417)
- 1485 - Andrea Grego da Peschiera, religioso italiano (n. 1400)

## XVI secolo(15)
- 1503 - Francesco Orsini, nobile e condottiero italiano (n. 1455)
- 1503 - Paolo Orsini, condottiero italiano (n. 1450)
- 1517 - Francesco Fasolo, avvocato e funzionario italiano (n. 1462)
- 1543 - Cristina Ciccarelli, monaca cristiana italiana (n. 1480)
- 1546 - Blasco Núñez Vela, esploratore spagnolo (n. 1490)
- 1547 - Pietro Bembo, cardinale, scrittore e grammatico italiano (n. 1470)
- 1549 - Evangelista da Pian di Meleto, pittore italiano
- 1559 - Roberto de' Nobili, cardinale italiano (n. 1541)
- 1574 - Gilles Garnier, serial killer francese
- 1577 - Nicolò Ormaneto, vescovo cattolico italiano
- 1578 - Bartolomeo Concini, giurista italiano (n. 1507)
- 1579 - Jorge de Santa Luzia, vescovo cattolico portoghese
- 1580 - Antonio Scandello, compositore italiano (n. 1517)
- 1580 - Arcangelo de' Bianchi, cardinale e vescovo cattolico italiano (n. 1516)
- 1586 - Margherita d'Austria, nobildonna (n. 1522)

## XVII secolo(17)
- 1613 - Regina Protmann, religiosa tedesca (n. 1552)
- 1616 - Carlo d'Arenberg, principe (n. 1550)
- 1623 - Alberico I Cybo-Malaspina, sovrano italiano (n. 1534)
- 1623 - Kara Davud Pascià, politico e militare ottomano (n. 1570)
- 1624 - Giovanni III d'Aragona Tagliavia, nobile italiano (n. 1585)
- 1632 - Juan López, vescovo cattolico, scrittore e storico spagnolo (n. 1524)
- 1637 - Tommaso Mannarini, religioso, teologo e letterato italiano (n. 1585)
- 1644 - Benedetto Ubaldi, cardinale e vescovo cattolico italiano (n. 1588)
- 1646 - Hosokawa Tadaoki, militare giapponese (n. 1563)
- 1650 - Matteo Rosselli, pittore italiano (n. 1578)
- 1656 - Augusto di Sassonia-Lauenburg, nobile (n. 1577)
- 1670 - Andrea Vaccaro, pittore italiano (n. 1604)
- 1675 - George Cusack, pirata irlandese
- 1677 - Jan van Riebeeck, esploratore olandese (n. 1619)
- 1688 - Orazio Mattei, cardinale e arcivescovo cattolico italiano (n. 1622)
- 1689 - Ernest Gunther di Schleswig-Holstein-Sonderburg-Augustenburg, nobile danese (n. 1609)
- 1696 - Francesco Feroni, mercante, politico e funzionario italiano (n. 1614)

## XVIII secolo(24)
- 1707 - Otto Mencke, filosofo e matematico tedesco (n. 1644)
- 1719 - Samuel Garth, medico e poeta inglese (n. 1661)
- 1725 - Wigerus Vitringa, pittore olandese (n. 1657)
- 1726 - Bartolomeo Girolamo Laurenti, compositore e violinista italiano (n. 1644)
- 1729 - Christoph Bernhard Francke, ufficiale e pittore tedesco
- 1730 - Antonio Vallisneri, medico, scienziato e naturalista italiano (n. 1661)
- 1735 - Maria Clementina Sobieska, principessa polacca (n. 1702)
- 1744 - Michele Marieschi, pittore, incisore e scenografo italiano (n. 1710)
- 1746 - Valeriano Pellegrini, cantante castrato italiano
- 1747 - Michel Bégon, funzionario francese (n. 1667)
- 1753 - Thomas Lyon, VIII conte di Strathmore e Kinghorne, nobile britannico (n. 1704)
- 1756 - Franz Georg von Schönborn, arcivescovo cattolico tedesco (n. 1682)
- 1758 - Giovanni Antonio Bianchi, letterato e teologo italiano (n. 1686)
- 1761 - Carlo Giuseppe d'Asburgo-Lorena, nobile austriaco (n. 1745)
- 1763 - Girolamo Colonna, cardinale italiano (n. 1708)
- 1764 - Samuel Troilius, arcivescovo luterano svedese (n. 1706)
- 1772 - Giuseppe Lorenzo Briati, vetraio italiano (n. 1686)
- 1778 - Gaspare Negri, vescovo cattolico e mecenate italiano (n. 1697)
- 1787 - Francesco Ladatte, scultore italiano (n. 1706)
- 1790 - Stefano Ittar, architetto polacco (n. 1724)
- 1795 - Andrea Corsini, cardinale e vescovo cattolico italiano (n. 1735)
- 1798 - Matteo Borsa, saggista, critico letterario e filosofo italiano (n. 1751)
- 1798 - Angelo Gatti, medico italiano (n. 1724)
- 1799 - Heinrich Johann Nepomuk von Crantz, medico e botanico lussemburghese (n. 1722)

## XIX secolo(68)
- 1802 - Antoine Darquier de Pellepoix, astronomo francese (n. 1718)
- 1803 - Frederik Christian Kaas, ammiraglio danese (n. 1725)
- 1803 - Sylvain Maréchal, scrittore e poeta francese (n. 1750)
- 1805 - John Moore, arcivescovo anglicano inglese (n. 1730)
- 1806 - Juan de Lángara y Huarte, ammiraglio, esploratore e matematico spagnolo (n. 1736)
- 1810 - Giovanni Girolamo Calepio, presbitero e saggista italiano (n. 1732)
- 1818 - Giovanni Patrizi Naro Montoro, VIII marchese di Montoro, nobile, militare e politico italiano (n. 1775)
- 1819 - Médéric Louis Élie Moreau de Saint-Méry, giurista e politico francese (n. 1750)
- 1821 - Alexandru Suțu, principe greco (n. 1758)
- 1821 - Christian zu Stolberg-Stolberg, poeta tedesco (n. 1748)
- 1822 - Adeodato Ressi, economista e patriota italiano (n. 1768)
- 1824 - Agostino Ugolini, pittore italiano (n. 1758)
- 1826 - Balthasar Ommeganck, pittore fiammingo (n. 1755)
- 1833 - Nicola Maria Nicolai, letterato, archeologo e economista italiano (n. 1756)
- 1835 - José de Canterac, militare spagnolo (n. 1787)
- 1836 - Giuseppe Benaglio, presbitero e educatore italiano (n. 1767)
- 1836 - Antonio Paolo Negri, avvocato, politico e nobile italiano (n. 1761)
- 1836 - Graziadio Nepi, rabbino e medico italiano (n. 1759)
- 1837 - Gaudenzio Bordiga, incisore e cartografo italiano (n. 1773)
- 1837 - James St Clair-Erskine, II conte di Rosslyn, generale e politico scozzese (n. 1762)
- 1838 - Maria Luigia Pizzoli, pianista e compositrice italiana (n. 1817)
- 1844 - Filippo Schiassi, presbitero, archeologo e epigrafista italiano (n. 1763)
- 1847 - Vincenzo Linares, giornalista e scrittore italiano (n. 1804)
- 1852 - Ferdinando Agostini Venerosi della Seta, politico, patriota e militare italiano (n. 1823)
- 1853 - Charles Baker Adams, geologo, naturalista e educatore statunitense (n. 1814)
- 1854 - Ludwig von Lebzeltern, diplomatico austriaco (n. 1774)
- 1858 - William Cavendish, VI duca di Devonshire, nobile e politico inglese (n. 1790)
- 1859 - Alessandro Macioti, arcivescovo cattolico e diplomatico italiano (n. 1798)
- 1859 - Alfred Vail, inventore statunitense (n. 1807)
- 1860 - John Nelson, politico statunitense (n. 1791)
- 1862 - John Tyler, politico statunitense (n. 1790)
- 1863 - Mangas Coloradas, condottiero nativo americano (n. 1793)
- 1863 - Sa'id Pascià, politico egiziano (n. 1822)
- 1865 - James Beaumont Neilson, inventore scozzese (n. 1792)
- 1866 - Giuseppe Greggiati, religioso italiano (n. 1793)
- 1866 - Carl Wilhelm Götzloff, pittore tedesco (n. 1799)
- 1866 - Agustín Jerónimo de Iturbide, principe messicano (n. 1807)
- 1867 - Hermann Askan Demme, medico tedesco (n. 1802)
- 1869 - Bertalan Szemere, poeta e politico ungherese (n. 1812)
- 1870 - Samuel Bailey, economista e filosofo britannico (n. 1791)
- 1871 - Cesare Capoquadri, giurista italiano (n. 1790)
- 1871 - George Hayter, pittore inglese (n. 1792)
- 1872 - Carolina d'Assia-Homburg, principessa (n. 1819)
- 1872 - Pietro Kandler, storico, archeologo e giurista italiano (n. 1804)
- 1873 - Edward Bulwer-Lytton, scrittore, drammaturgo e politico britannico (n. 1803)
- 1875 - Oscar Gustave Rejlander, fotografo e pittore svedese (n. 1813)
- 1877 - Maria di Sassonia-Weimar-Eisenach, nobile tedesca (n. 1808)
- 1878 - Antoine César Becquerel, fisico francese (n. 1788)
- 1878 - Józef Dietl, medico austriaco (n. 1804)
- 1879 - Ernest Lacan, giornalista, critico d'arte e fotografo francese (n. 1828)
- 1881 - Auguste Mariette, egittologo francese (n. 1821)
- 1882 - Eduard von Litzelhofen, generale austriaco (n. 1820)
- 1882 - Naile Sultan, principessa ottomana (n. 1856)
- 1884 - Antonio Romero Ortiz, politico spagnolo (n. 1822)
- 1884 - John Wisker, scacchista e giornalista inglese (n. 1846)
- 1886 - Pavel Aleksandrovič Urusov, generale russo (n. 1807)
- 1886 - Baldassare Verazzi, pittore italiano (n. 1819)
- 1888 - Antonio Lanzirotti, politico italiano (n. 1806)
- 1890 - Amedeo I di Spagna, sovrano (n. 1845)
- 1892 - Anton Anderledy, gesuita svizzero (n. 1819)
- 1892 - Michal Miloslav Bakulíny, insegnante e patriota slovacco (n. 1819)
- 1892 - Giovanni Maria Cornoldi, gesuita e giornalista italiano (n. 1822)
- 1892 - Vincenzo Marinelli, pittore italiano (n. 1819)
- 1892 - Carlo Salvatore d'Asburgo-Lorena, nobile italiano (n. 1839)
- 1898 - Henry Liddell, grecista e storico inglese (n. 1811)
- 1898 - Ernesto Nicolini, tenore francese (n. 1834)
- 1899 - Carl Friedrich Claus, zoologo tedesco (n. 1835)
- 1900 - Domenico Farini, militare e politico italiano (n. 1834)

## XX secolo(247)
- 1901 - Jules Renaudot, scultore francese (n. 1836)
- 1902 - Giuseppe Ciaranfi, pittore italiano (n. 1838)
- 1902 - Donato Maria Dell'Olio, cardinale e arcivescovo cattolico italiano (n. 1847)
- 1902 - Filippo Marchetti, compositore italiano (n. 1831)
- 1902 - Gideon Scheepers, militare sudafricano (n. 1878)
- 1903 - Abraham Stevens Hewitt, politico, insegnante e avvocato statunitense (n. 1822)
- 1905 - Edward Henry Corbould, pittore britannico (n. 1815)
- 1905 - Hermann Lingg, poeta e romanziere tedesco (n. 1820)
- 1905 - Erminio Pescatori, patriota e giornalista italiano (n. 1836)
- 1908 - Ludovico Seitz, pittore italiano (n. 1844)
- 1908 - Hermann Snellen, medico olandese (n. 1834)
- 1908 - Edmund Clarence Stedman, poeta, critico letterario e banchiere statunitense (n. 1833)
- 1909 - Robert Hausmann, violoncellista tedesco (n. 1852)
- 1910 - Carlo Fabbricotti, imprenditore e politico italiano (n. 1818)
- 1910 - Masaniello Parise, maestro di scherma italiano (n. 1850)
- 1911 - Giuseppe Albini, fisiologo italiano (n. 1827)
- 1911 - Arthur Marvin, direttore della fotografia e regista cinematografico statunitense (n. 1859)
- 1912 - Pietro Cotti, magistrato, avvocato e politico italiano (n. 1826)
- 1912 - Hermann Winkelmann, tenore tedesco (n. 1849)
- 1914 - Andrea Fiore, vescovo cattolico italiano (n. 1853)
- 1915 - Anatolij Michajlovič Stessel', generale russo (n. 1848)
- 1916 - Romeo Depaoli, architetto italiano (n. 1876)
- 1916 - Lorenzo Latorre, politico e militare uruguaiano (n. 1844)
- 1917 - Victor Bruce, IX conte di Elgin, nobile e politico scozzese (n. 1849)
- 1918 - Amalie Materna, soprano e insegnante austriaca (n. 1844)
- 1918 - Ugo Tommei, scrittore italiano (n. 1894)
- 1919 - John Windsor, principe britannico (n. 1905)
- 1919 - Ludovico Vittorio d'Asburgo-Lorena, principe austriaco (n. 1842)
- 1920 - Giovanni Capurro, poeta e cantautore italiano (n. 1859)
- 1921 - Filippo Camassei, cardinale e patriarca cattolico italiano (n. 1848)
- 1921 - Wilhelm Julius Foerster, astronomo tedesco (n. 1832)
- 1921 - Adolf von Hildebrand, scultore e scrittore tedesco (n. 1847)
- 1923 - William C. Foster, direttore della fotografia statunitense (n. 1880)
- 1923 - Gismondo Morelli Gualtierotti, politico italiano (n. 1849)
- 1923 - Wallace Reid, attore, regista e sceneggiatore statunitense (n. 1891)
- 1924 - Giuseppe De Riseis, imprenditore e politico italiano (n. 1833)
- 1925 - Giovanni Battista, pittore italiano (n. 1858)
- 1925 - Vittorio Cottafavi, politico italiano (n. 1862)
- 1925 - Charles Lanrezac, generale francese (n. 1852)
- 1925 - John Ellis McTaggart, filosofo inglese (n. 1866)
- 1927 - Léonce Manouvrier, antropologo, anatomista e fisiologo francese (n. 1850)
- 1927 - Otto Wiener, fisico tedesco (n. 1862)
- 1928 - Charles Gordon-Lennox, VII duca di Richmond, nobile e politico britannico (n. 1845)
- 1929 - Carlo Rosaspina, attore teatrale italiano (n. 1853)
- 1930 - Anna Adelaïde Abrahams, pittrice olandese (n. 1849)
- 1930 - Tommaso Dal Molin, militare e aviatore italiano (n. 1902)
- 1932 - Guido Cinotti, pittore e decoratore italiano (n. 1870)
- 1932 - Attilio Monaco, diplomatico, orientalista e storico italiano (n. 1858)
- 1932 - Evgenij Nikolaevič Čirikov, scrittore russo (n. 1864)
- 1933 - Charles Cazalet, filantropo, dirigente sportivo e politico francese (n. 1858)
- 1933 - John McCartney, allenatore di calcio e calciatore scozzese (n. 1866)
- 1934 - Achille Breda, dermatologo italiano (n. 1850)
- 1934 - Otakar Ševčík, violinista ceco (n. 1852)
- 1934 - Eugenio Tanzi, psichiatra italiano (n. 1856)
- 1935 - John Macmillan Brown, scrittore britannico (n. 1845)
- 1935 - Emanuele Paternò, politico e chimico italiano (n. 1847)
- 1936 - Hermanus Brockmann, canottiere olandese (n. 1871)
- 1936 - Bénoni Fardel, pallanuotista francese (n. 1878)
- 1936 - Rudyard Kipling, scrittore, poeta e giornalista britannico (n. 1865)
- 1937 - Giacomo Ilario, religioso spagnolo (n. 1889)
- 1937 - Francesco Jerace, pittore e scultore italiano (n. 1853)
- 1938 - Barney Furey, attore statunitense (n. 1886)
- 1938 - Vittorio Rossi, filologo e storico della letteratura italiano (n. 1865)
- 1939 - Mario Alberti, economista e banchiere italiano (n. 1884)
- 1939 - Remigio Cuminetti, religioso italiano
- 1939 - Henri Konow, ammiraglio e politico danese (n. 1862)
- 1939 - Ivan Mozžuchin, attore e regista russo (n. 1889)
- 1940 - Hon'inbō Shūsai, giocatore di go giapponese (n. 1874)
- 1940 - Jonas Lie, pittore norvegese (n. 1880)
- 1940 - Kazimierz Przerwa-Tetmajer, poeta, scrittore e giornalista polacco (n. 1865)
- 1941 - Cesare Bertea, ingegnere italiano (n. 1866)
- 1941 - Catherine Carr, sceneggiatrice statunitense (n. 1880)
- 1941 - André-Marie-Elie Jarosseau, vescovo cattolico francese (n. 1858)
- 1943 - Fritz Landertinger, canoista austriaco (n. 1914)
- 1943 - Daniele Napoletano, compositore italiano (n. 1872)
- 1944 - Léon Brunschvicg, filosofo francese (n. 1869)
- 1944 - Arthur Fritz Eugens, attore tedesco (n. 1930)
- 1944 - Josef Frühwirth, calciatore austriaco (n. 1906)
- 1945 - Heinrich Otto Wilhelm Bürger, zoologo tedesco (n. 1865)
- 1945 - Giuseppe De Rossi, scrittore e giornalista italiano (n. 1861)
- 1945 - Joakim Rakovac, antifascista e partigiano croato (n. 1914)
- 1946 - Ezio Scida, calciatore italiano (n. 1915)
- 1947 - Maria Teresa Fasce, religiosa italiana (n. 1881)
- 1947 - Girolamo Grisolia, politico italiano (n. 1902)
- 1948 - Jan Fransen, filologo olandese (n. 1877)
- 1949 - Kartolo, attore e compositore indonesiano
- 1950 - Hans-Wolfgang Reinhard, generale tedesco (n. 1888)
- 1950 - Horace Rice, tennista australiano (n. 1872)
- 1950 - André Sainte-Laguë, matematico francese (n. 1882)
- 1950 - Alfonso Camillo De Romanis, vescovo cattolico italiano (n. 1885)
- 1951 - Jack Holt, attore statunitense (n. 1888)
- 1951 - Pietro Poccardi, calciatore italiano (n. 1908)
- 1952 - Ange-Marie Hiral, vescovo cattolico francese (n. 1871)
- 1952 - Curly Howard, attore e comico statunitense (n. 1903)
- 1952 - Jonas Staugaitis, politico lituano (n. 1868)
- 1954 - Sydney Greenstreet, attore e imprenditore britannico (n. 1879)
- 1954 - Maria Hardouin, nobile italiana (n. 1864)
- 1954 - Herbert Heyner, baritono inglese (n. 1882)
- 1955 - Hubert Cecil Booth, ingegnere inglese (n. 1871)
- 1955 - Luis Enrique Erro, politico, educatore e astronomo messicano (n. 1897)
- 1955 - Valentina Frascaroli, attrice italiana (n. 1890)
- 1955 - Giuliano Gozi, politico e militare sammarinese (n. 1894)
- 1955 - Saadat Hasan Manto, scrittore, saggista e commediografo pakistano (n. 1912)
- 1955 - Antonio María Romeu, pianista cubano (n. 1876)
- 1956 - Konstantin Päts, politico estone (n. 1874)
- 1957 - Álvaro Gestido, calciatore uruguaiano (n. 1907)
- 1958 - Rosalind Bingham, nobildonna irlandese (n. 1869)
- 1958 - Clarence Lewis Friend, astronomo statunitense (n. 1878)
- 1958 - Kurt Hornfischer, lottatore tedesco (n. 1910)
- 1959 - Rita Sacchetto, ballerina e attrice tedesca (n. 1880)
- 1960 - Gustavo Pesenti, generale italiano (n. 1878)
- 1961 - Marcello Moretti, attore italiano (n. 1910)
- 1961 - George Holland Sabine, docente e politologo statunitense (n. 1880)
- 1962 - Christian Caminada, vescovo cattolico svizzero (n. 1876)
- 1963 - Hugh Gaitskell, politico britannico (n. 1906)
- 1963 - Edward Charles Titchmarsh, matematico britannico (n. 1899)
- 1965 - G. E. Lowman, pastore protestante e conduttore radiofonico statunitense (n. 1897)
- 1966 - Henri Biard, militare e aviatore britannico (n. 1892)
- 1966 - Carlo Frigerio, tipografo, giornalista e anarchico italiano (n. 1878)
- 1967 - Harry Antrim, attore statunitense (n. 1884)
- 1967 - Cesare Massini, antifascista e politico italiano (n. 1886)
- 1967 - Thyde Monnier, scrittrice francese (n. 1887)
- 1967 - Goose Tatum, cestista e giocatore di baseball statunitense (n. 1921)
- 1968 - Gribouille, cantante francese (n. 1941)
- 1969 - Eugenio Coselschi, militare, politico e scrittore italiano (n. 1888)
- 1969 - Hans Freyer, sociologo tedesco (n. 1887)
- 1969 - Lewis Tewanima, mezzofondista statunitense (n. 1888)
- 1970 - Viktor Fëdorovič Bolchovitinov, ingegnere sovietico (n. 1899)
- 1971 - Erik Almlöf, triplista svedese (n. 1891)
- 1971 - Catherine Calvert, attrice statunitense (n. 1890)
- 1971 - Virgil Finlay, disegnatore statunitense (n. 1914)
- 1971 - Nora Stanton Blatch Barney, ingegnere e architetto inglese (n. 1883)
- 1972 - Will Burtin, designer tedesco (n. 1908)
- 1972 - Ghitta Carell, fotografa ungherese (n. 1899)
- 1972 - Nicola Chiaromonte, saggista e critico teatrale italiano (n. 1905)
- 1972 - Vittorio Ghidetti, politico, partigiano e sindacalista italiano (n. 1892)
- 1972 - George Mitchell, attore statunitense (n. 1905)
- 1972 - Renato Vernizzi, pittore italiano (n. 1904)
- 1973 - Al Horowitz, scacchista e giornalista statunitense (n. 1907)
- 1973 - Stanley Smith Stevens, psicologo statunitense (n. 1906)
- 1974 - Bill Finger, fumettista e scrittore statunitense (n. 1914)
- 1974 - Teresina Negri, ballerina, imprenditrice e stilista italiana (n. 1879)
- 1975 - Thomas Hart Benton, pittore statunitense (n. 1889)
- 1975 - Gertrude Olmstead, attrice statunitense (n. 1897)
- 1975 - Andrea Parini, scultore, ceramista e incisore italiano (n. 1906)
- 1976 - Gertrud Gabl, sciatrice alpina austriaca (n. 1948)
- 1976 - Friedrich Hollaender, compositore tedesco (n. 1896)
- 1976 - Joseph Huber, ginnasta francese (n. 1893)
- 1977 - Džemal Bijedić, politico jugoslavo (n. 1917)
- 1977 - Leo Close, religioso e atleta paralimpico irlandese (n. 1934)
- 1977 - Libero D'Orsi, archeologo italiano (n. 1888)
- 1977 - Waldemar Klingelhöfer, agente segreto tedesco (n. 1900)
- 1977 - Leopold Nitsch, allenatore di calcio e calciatore austriaco (n. 1897)
- 1977 - Yvonne Printemps, cantante e attrice francese (n. 1894)
- 1977 - Luciano Re Cecconi, calciatore italiano (n. 1948)
- 1977 - Pippi Starace, pittore italiano (n. 1904)
- 1977 - Carl Zuckmayer, scrittore, drammaturgo e sceneggiatore tedesco (n. 1896)
- 1978 - Carl Betz, attore statunitense (n. 1921)
- 1978 - Michele Carnino, ammiraglio italiano (n. 1900)
- 1978 - John Lyng, politico norvegese (n. 1903)
- 1978 - Junius Matthews, attore e doppiatore statunitense (n. 1890)
- 1978 - Raisa Ol'kenickaja, scrittrice, poetessa e traduttrice russa (n. 1886)
- 1979 - Claude Allen, astista statunitense (n. 1885)
- 1979 - Anacleto Boccalatte, artigiano e antifascista italiano (n. 1907)
- 1979 - Joe Hansen, politico statunitense (n. 1910)
- 1979 - Gaston Heuet, mezzofondista francese (n. 1892)
- 1979 - Cyril J. Mockridge, compositore britannico (n. 1896)
- 1979 - Valentin Zubkov, attore sovietico (n. 1923)
- 1980 - Cecil Beaton, fotografo e costumista britannico (n. 1904)
- 1980 - Jos Beenhakkers, calciatore olandese (n. 1922)
- 1981 - Mary Bevis Hawton, tennista australiana (n. 1924)
- 1981 - Rudolf Schrader, ginnasta e multiplista statunitense (n. 1875)
- 1982 - Huang Xianfan, storico, etnologo e antropologo cinese (n. 1899)
- 1983 - Charlie Mathys, giocatore di football americano statunitense (n. 1897)
- 1983 - Kathleen Shaw, pattinatrice artistica su ghiaccio britannica (n. 1903)
- 1984 - Franco Anderlini, allenatore di pallavolo italiano (n. 1921)
- 1984 - Pantelejmon Ponomarenko, politico e militare sovietico (n. 1902)
- 1984 - Vasilīs Tsitsanīs, musicista e cantautore greco (n. 1915)
- 1985 - Adolf Fiala, calciatore cecoslovacco (n. 1909)
- 1985 - Giuseppe Garoli, politico italiano (n. 1926)
- 1985 - Rosita Levi Pisetzky, storica italiana (n. 1897)
- 1985 - Kal P. Dal, cantante svedese (n. 1949)
- 1985 - George Stoll, compositore statunitense (n. 1905)
- 1985 - Mahmud Muhammad Taha, teologo e politico sudanese
- 1985 - Santiago Urtizberea, calciatore e allenatore di calcio spagnolo (n. 1909)
- 1986 - Frida Clara, sciatrice alpina italiana (n. 1909)
- 1986 - Araldo di Crollalanza, giornalista e politico italiano (n. 1892)
- 1986 - Eugen Ray, velocista tedesco orientale (n. 1957)
- 1986 - Edmundo Rivero, musicista, compositore e chitarrista argentino (n. 1911)
- 1986 - Jan Wimmer, calciatore cecoslovacco (n. 1903)
- 1987 - Renato Guttuso, pittore e politico italiano (n. 1911)
- 1988 - Cataldo Agostinelli, matematico e fisico italiano (n. 1894)
- 1988 - Gunnar Christensen, calciatore norvegese (n. 1905)
- 1988 - Francesca Ciceri, antifascista e partigiana italiana (n. 1904)
- 1988 - József Hatz, schermidore ungherese (n. 1904)
- 1988 - Jean Mitry, saggista, critico cinematografico e regista francese (n. 1904)
- 1988 - Angelo de Mojana di Cologna, religioso italiano (n. 1905)
- 1988 - Renato Traiola, pallanuotista italiano (n. 1924)
- 1989 - Nils Axelsson, calciatore svedese (n. 1906)
- 1989 - Bruce Chatwin, scrittore e viaggiatore britannico (n. 1940)
- 1989 - Jia Zhijun, cestista cinese
- 1989 - Arrigo Pacchi, storico della filosofia italiano (n. 1933)
- 1990 - Rusty Hamer, attore statunitense (n. 1947)
- 1990 - Candy Jones, scrittrice e modella statunitense (n. 1925)
- 1990 - Kim Chang-hee, sollevatore sudcoreano (n. 1921)
- 1990 - Jurij Sergeevič Pobedonoscev, regista sovietico (n. 1910)
- 1990 - Luigi Zorzi, calciatore italiano (n. 1920)
- 1991 - Leo Hurwitz, regista statunitense (n. 1909)
- 1992 - Aleksandr Al'metov, hockeista su ghiaccio sovietico (n. 1940)
- 1992 - Eugen Dobrogeanu, ufficiale rumeno (n. 1913)
- 1992 - George Hill, velocista statunitense (n. 1901)
- 1992 - Ruby R. Levitt, scenografa statunitense (n. 1907)
- 1993 - Erik Herseth, velista norvegese (n. 1892)
- 1993 - Eleanor Burford, scrittrice britannica (n. 1906)
- 1993 - Richard Waring, attore britannico (n. 1911)
- 1993 - Dionysios Zakythinos, bizantinista greco (n. 1905)
- 1994 - Lee Roy Caffey, giocatore di football americano statunitense (n. 1941)
- 1994 - Antonino Fava, carabiniere italiano (n. 1957)
- 1994 - Vincenzo Garofalo, carabiniere italiano (n. 1960)
- 1994 - Quinto Ghermandi, scultore italiano (n. 1916)
- 1994 - Rolf Singer, botanico e micologo tedesco (n. 1906)
- 1995 - Adolf Friedrich Johann Butenandt, biochimico tedesco (n. 1903)
- 1995 - Cliff Fagan, arbitro di pallacanestro e dirigente sportivo statunitense (n. 1911)
- 1995 - Emilio Servadio, psicoanalista, parapsicologo e esoterista italiano (n. 1904)
- 1996 - Leonor Fini, pittrice, scenografa e costumista italiana (n. 1907)
- 1996 - Curtis Hairston, cantante statunitense (n. 1961)
- 1996 - Enrico Santià, calciatore italiano (n. 1918)
- 1997 - Adriana Caselotti, attrice e doppiatrice statunitense (n. 1916)
- 1997 - Peter van Dijk, ballerino e coreografo tedesco (n. 1929)
- 1997 - Diana Lewis, attrice statunitense (n. 1919)
- 1997 - Myfanwy Piper, critica d'arte e librettista britannica (n. 1911)
- 1997 - Gerard Slevin, genealogista irlandese (n. 1919)
- 1997 - Paul Tsongas, politico statunitense (n. 1941)
- 1998 - Joan Banks, attrice statunitense (n. 1918)
- 1998 - Josef Schneider, arcivescovo cattolico tedesco (n. 1906)
- 1998 - Josip Uhač, arcivescovo cattolico croato (n. 1924)
- 1998 - James Villiers, attore britannico (n. 1933)
- 1999 - Roberto Giontella, meteorologo e militare italiano (n. 1961)
- 1999 - Henri Romagnesi, micologo francese (n. 1912)
- 1999 - Günter Strack, attore tedesco (n. 1929)
- 1999 - Cipriano Vagaggini, monaco cristiano e teologo italiano (n. 1909)
- 2000 - Nancy Coleman, attrice statunitense (n. 1912)
- 2000 - Frances Drake, attrice statunitense (n. 1912)
- 2000 - Jester Hairston, compositore e attore statunitense (n. 1901)
- 2000 - Margarete Schütte-Lihotzky, designer e architetta austriaca (n. 1897)
- 2000 - Jakie Nash, hockeista su ghiaccio canadese (n. 1914)
- 2000 - Bruno Paradisi, giurista e storico italiano (n. 1909)

## XXI secolo(163)
- 2001 - Jack Catran, scrittore statunitense (n. 1918)
- 2001 - Piero Dardanello, giornalista italiano (n. 1935)
- 2001 - Evald Mahl, cestista estone (n. 1915)
- 2001 - Boris Stenin, pattinatore di velocità su ghiaccio sovietico (n. 1935)
- 2001 - Al Waxman, attore e regista canadese (n. 1935)
- 2002 - Michel Fleury, storico, archeologo e archivista francese (n. 1923)
- 2002 - Alex Hannum, cestista, allenatore di pallacanestro e dirigente sportivo statunitense (n. 1923)
- 2002 - Angiola Maria Romanini, storica dell'arte italiana (n. 1926)
- 2003 - The Sheik, wrestler statunitense (n. 1926)
- 2003 - Virginia Heinlein, chimica, biochimica e ingegnere aeronautico statunitense (n. 1916)
- 2003 - Claudio Matteini, calciatore italiano (n. 1923)
- 2003 - Harivansh Rai Bachchan, poeta indiano (n. 1907)
- 2004 - Vittorino Calloni, calciatore e allenatore di calcio italiano (n. 1938)
- 2004 - Hook Dillon, cestista statunitense (n. 1924)
- 2004 - Ján Droják, calciatore slovacco (n. 1922)
- 2004 - Rudolf Reutlinger, avvocato e politico svizzero (n. 1921)
- 2005 - Willehad Paul Eckert, sacerdote e teologo tedesco (n. 1926)
- 2005 - Giannīs Pappas, scultore e pittore greco (n. 1913)
- 2005 - Rino Sudano, attore teatrale, regista e drammaturgo italiano (n. 1941)
- 2005 - Pez Whatley, wrestler statunitense (n. 1951)
- 2006 - Luciano Fineschi, musicista, compositore e arrangiatore italiano (n. 1925)
- 2006 - Carla Lavatelli, scultrice italiana (n. 1921)
- 2006 - Anton Rupert, imprenditore sudafricano (n. 1916)
- 2006 - Stjepan Steiner, cardiologo e militare croato (n. 1915)
- 2006 - Jan Twardowski, poeta e presbitero polacco (n. 1915)
- 2006 - Östen Warnerbring, cantante svedese (n. 1934)
- 2007 - Cyril Baselios Malancharuvil, arcivescovo cattolico indiano (n. 1935)
- 2007 - Francesco Ruggiero, fisico italiano (n. 1957)
- 2007 - Julie Winnefred Bertrand, supercentenaria canadese (n. 1891)
- 2008 - Pier Miranda Ferraro, tenore italiano (n. 1924)
- 2008 - Lois Nettleton, attrice statunitense (n. 1927)
- 2008 - Ugo Pirro, sceneggiatore e scrittore italiano (n. 1920)
- 2008 - Erio Testi, imprenditore e progettista italiano (n. 1933)
- 2009 - Kathleen Byron, attrice inglese (n. 1921)
- 2009 - Warren Fenley, cestista e allenatore di pallacanestro statunitense (n. 1922)
- 2009 - Seymour Schwartzman, cantante lirico statunitense (n. 1930)
- 2009 - James Elms Swett, militare e aviatore statunitense (n. 1920)
- 2009 - Grigore Vieru, poeta moldavo (n. 1935)
- 2010 - Vico Faggi, magistrato, drammaturgo e poeta italiano (n. 1922)
- 2010 - Lino Grava, calciatore italiano (n. 1927)
- 2010 - Roy Lunniss, calciatore inglese (n. 1939)
- 2010 - Kate McGarrigle, cantautrice canadese (n. 1946)
- 2010 - Robert B. Parker, scrittore statunitense (n. 1932)
- 2010 - Giovanni Roberti, sindacalista, politico e avvocato italiano (n. 1909)
- 2011 - Gene Colonnello, cantante e compositore italiano (n. 1935)
- 2011 - George Crowe, giocatore di baseball e cestista statunitense (n. 1921)
- 2011 - Lido Galletto, partigiano e storico italiano (n. 1924)
- 2011 - Marcel Marlier, artista, illustratore e fumettista belga (n. 1930)
- 2011 - Jim McManus, tennista statunitense (n. 1940)
- 2011 - Sargent Shriver, diplomatico, politico e attivista statunitense (n. 1915)
- 2012 - Kandi Barbour, attrice pornografica statunitense (n. 1959)
- 2012 - Mario Merelli, alpinista italiano (n. 1962)
- 2012 - Gianni Turillazzi, fotografo italiano (n. 1939)
- 2012 - Giuseppe Vedovato, politico italiano (n. 1912)
- 2013 - Walmor Chagas, attore brasiliano (n. 1930)
- 2013 - Ken Jones, calciatore gallese (n. 1936)
- 2013 - Jacques Sadoul, scrittore e curatore editoriale francese (n. 1934)
- 2013 - Lynn Willis, autore di giochi statunitense
- 2014 - Tommaso Bisagno, politico italiano (n. 1935)
- 2014 - Fergie Frederiksen, cantante statunitense (n. 1951)
- 2014 - Andy Graver, calciatore inglese (n. 1927)
- 2014 - Milan Kajkl, hockeista su ghiaccio cecoslovacco (n. 1950)
- 2015 - Grazia Livi, giornalista, saggista e scrittrice italiana (n. 1930)
- 2015 - Nino Lupica, artista italiano (n. 1938)
- 2015 - Pietro Pianta, allenatore di calcio e calciatore italiano (n. 1940)
- 2015 - Milt Schoon, cestista statunitense (n. 1922)
- 2015 - Dallas Taylor, batterista statunitense (n. 1948)
- 2016 - Leila Alaoui, fotografa francese (n. 1982)
- 2016 - Johnny Bach, cestista e allenatore di pallacanestro statunitense (n. 1924)
- 2016 - Cesare Colombo, fotografo italiano (n. 1935)
- 2016 - Glenn Frey, cantautore, musicista e attore statunitense (n. 1948)
- 2016 - Mike MacDowel, pilota automobilistico britannico (n. 1932)
- 2016 - Loredana, attrice italiana (n. 1924)
- 2016 - Egisto Marcucci, attore e regista italiano (n. 1932)
- 2016 - Micole Mercurio, attrice statunitense (n. 1938)
- 2016 - Massimo Ottolenghi, antifascista, avvocato e scrittore italiano (n. 1915)
- 2016 - Antonella Steni, attrice italiana (n. 1926)
- 2016 - Michel Tournier, scrittore francese (n. 1924)
- 2016 - Gerson Tristão, allenatore di calcio a 5 brasiliano (n. 1947)
- 2017 - Peter Abrahams, scrittore sudafricano (n. 1919)
- 2017 - Vittorio Benedetti, arbitro di calcio italiano (n. 1940)
- 2017 - Ion Besoiu, attore rumeno (n. 1931)
- 2017 - Marco Dolcetta, scrittore, storico e regista italiano (n. 1951)
- 2017 - Spiro Dalla Porta Xydias, alpinista, scrittore e regista teatrale italiano (n. 1917)
- 2017 - Wilhelm Noll, pilota motociclistico tedesco (n. 1926)
- 2017 - Ymer Pampuri, sollevatore albanese (n. 1944)
- 2017 - Roberta Peters, soprano statunitense (n. 1930)
- 2017 - Mario Poltronieri, giornalista, telecronista sportivo e pilota automobilistico italiano (n. 1929)
- 2017 - Paolo Stanzani, ingegnere italiano (n. 1936)
- 2018 - John Barton, regista teatrale inglese (n. 1928)
- 2018 - Michele Gesualdi, politico, sindacalista e scrittore italiano (n. 1943)
- 2018 - Clara Marangoni, ginnasta italiana (n. 1915)
- 2018 - Peter Mayle, scrittore britannico (n. 1939)
- 2018 - Albino Varotti, francescano, musicista e compositore italiano (n. 1925)
- 2019 - Gilberto Boris Brusa, giornalista e scultore italiano (n. 1921)
- 2019 - Décio Crespo, calciatore brasiliano (n. 1937)
- 2019 - Rolf Graf, ciclista su strada e pistard svizzero (n. 1932)
- 2019 - John Krogh, calciatore norvegese (n. 1938)
- 2019 - Jermaine Marshall, cestista statunitense (n. 1990)
- 2019 - Franco Pian, calciatore italiano (n. 1922)
- 2019 - Etienne Vermeersch, filosofo belga (n. 1934)
- 2019 - Ivan Vucov, calciatore e allenatore di calcio bulgaro (n. 1939)
- 2019 - Glen Wood, pilota automobilistico e dirigente sportivo statunitense (n. 1925)
- 2019 - Peter Zander, attore tedesco (n. 1922)
- 2020 - Mario Bergamaschi, calciatore italiano (n. 1929)
- 2020 - Giovanni Cantoni, scrittore italiano (n. 1938)
- 2020 - Rocco Gaetani, operaio, sindacalista e politico italiano (n. 1957)
- 2020 - Petr Pokorný, teologo, biblista e grecista ceco (n. 1933)
- 2020 - Joe Shishido, attore giapponese (n. 1933)
- 2021 - Jean-Pierre Bacri, attore e sceneggiatore francese (n. 1951)
- 2021 - Alberto Cantù, musicologo e critico musicale italiano (n. 1950)
- 2021 - Gérard Fromanger, pittore, scultore e fotografo francese (n. 1939)
- 2021 - Lubomir Kavalek, scacchista statunitense (n. 1943)
- 2021 - Daniel Kobialka, violinista e compositore statunitense (n. 1943)
- 2021 - Dündar Ali Osman Osmanoğlu, principe ottomano (n. 1930)
- 2021 - Catherine Rich, attrice francese (n. 1932)
- 2021 - Francisco Daniel Rivera Sánchez, vescovo cattolico messicano (n. 1955)
- 2021 - Jimmie Rodgers, cantante statunitense (n. 1933)
- 2021 - Mario Ruggenini, filosofo italiano (n. 1940)
- 2021 - Dani Shmulevich-Rom, calciatore israeliano (n. 1940)
- 2021 - Alberto Simonetta, medico, zoologo e paleontologo italiano (n. 1930)
- 2021 - Don Sutton, giocatore di baseball statunitense (n. 1945)
- 2021 - Juan Carlos Tabío, regista e sceneggiatore cubano (n. 1943)
- 2022 - Lorenzo Alocén, cestista spagnolo (n. 1937)
- 2022 - Francis Bazire, ciclista su strada francese (n. 1939)
- 2022 - Badal Roy, percussionista indiano (n. 1939)
- 2022 - David Cox, statistico britannico (n. 1924)
- 2022 - Francisco Gento, calciatore e allenatore di calcio spagnolo (n. 1933)
- 2022 - Francesco Paolo Glorioso, giornalista italiano (n. 1923)
- 2022 - Dick Halligan, musicista statunitense (n. 1943)
- 2022 - Lusia Harris, cestista statunitense (n. 1955)
- 2022 - Michelangelo La Neve, fumettista e sceneggiatore italiano (n. 1959)
- 2022 - Alberto Michelotti, calciatore e arbitro di calcio italiano (n. 1930)
- 2022 - Yvette Mimieux, attrice statunitense (n. 1942)
- 2022 - Peter Robbins, attore e doppiatore statunitense (n. 1956)
- 2022 - Anatolij Novikov, judoka sovietico (n. 1947)
- 2022 - André Leon Talley, giornalista statunitense (n. 1949)
- 2022 - Eloy Tato Losada, vescovo cattolico e missionario spagnolo (n. 1923)
- 2022 - Saturnino de la Fuente García, supercentenario spagnolo (n. 1909)
- 2023 - Henry Caicedo, calciatore colombiano (n. 1951)
- 2023 - Donn Cambern, montatore statunitense (n. 1929)
- 2023 - David Crosby, chitarrista e cantautore statunitense (n. 1941)
- 2023 - Nikolaj Dostal', regista sovietico (n. 1946)
- 2023 - Jevhenij Jenin, funzionario e politico ucraino (n. 1980)
- 2023 - Denys Monastyrs'kyj, politico ucraino (n. 1980)
- 2023 - Víctor Rasgado, compositore messicano (n. 1959)
- 2023 - Charlie Twissell, calciatore inglese (n. 1932)
- 2023 - Paul Vecchiali, regista, sceneggiatore e scrittore francese (n. 1930)
- 2023 - Cesare Veneziani, politico italiano (n. 1934)
- 2024 - Donald Adamson, biografo, critico letterario e francesista britannico (n. 1939)
- 2024 - Emilio Clerici, cestista italiano (n. 1923)
- 2024 - Giovanni Giudici, vescovo cattolico italiano (n. 1940)
- 2024 - Orietta Grossi, cestista italiana (n. 1959)
- 2024 - Josef Haas, fondista svizzero (n. 1937)
- 2024 - Jim Hoffmann, hockeista su ghiaccio canadese (n. 1962)
- 2024 - Alan Mills, tennista e giudice di tennis britannico (n. 1935)
- 2024 - Gabriele Morello, economista e saggista italiano (n. 1928)
- 2025 - Garry Brooke, calciatore inglese (n. 1960)
- 2025 - Riccardo Chieppa, magistrato italiano (n. 1926)
- 2025 - Lorenzo Infantino, filosofo e sociologo italiano (n. 1948)
- 2025 - Nicolae Oaidă, calciatore rumeno (n. 1933)
- 2025 - Romano Penna, presbitero, biblista e traduttore italiano (n. 1937)
- 2025 - Claire van Kampen, compositrice, drammaturga e regista teatrale britannica (n. 1953)